# تپه سرسل پریوه سفلی
تپه سرسل پریوه سفلی (هـ - ۹۶) مربوط به دوران‌های تاریخی پس از اسلام است و در شهرستان هرسین، روستای پریوه سفلی واقع شده و این اثر در تاریخ ۲۴ فروردین ۱۳۸۲ با شمارهٔ ثبت ۸۱۵۸ به‌عنوان یکی از آثار ملی ایران به ثبت رسیده است.